# Gangolfikirche (Erfurt)
Die Gangolfikirche war eine Kirche in der Altstadt von Erfurt. Sie befand sich auf der südlichen Ecke Bahnhofstraße/Schmidtstedter Straße.

## Geschichte
Ein Vorgängerbau wurde um 1350 durch den Neubau einer gotischen Saalkirche ersetzt. Im 15. Jahrhundert wuchs die Einwohnerzahl der umgebenden Gassen stark an, sodass die benachbarte Reglerkirche nicht mehr alle Gläubigen aufnehmen konnte und die Gangolfikirche als Ausweichmöglichkeit diente. Um 1530 endete die Nutzung der Gangolfikirche für Gottesdienste. Ab 1673 wurde die Kirche als Schulhaus des Reglerstifts genutzt. Nach einer kurzzeitigen Nutzung als Kirche zwischen 1806 und 1860, wurde die Gangolfikirche wieder eine Schule. 1875 wurde das Gebäude verkauft und abgerissen.